# Alexandre Arcady
« Arcady » redirige ici. Pour l’article homophone, voir Arcadie.
Pour les articles homonymes, voir Egry (homonymie) et Arcady (homonymie).
Alexandre Arcady-Egry, dit Alexandre Arcady, est un réalisateur français né en 1947 à Alger (Algérie française).

## Biographie
Aîné de cinq frères, Alexandre Arcady est le fils d'Alexandre Egry, légionnaire d'origine hongroise, né à Arad (actuelle Roumanie), et de Driffa Hadjedj, juive d'Algérie, originaire de Bordj Bou Arreridj,.
Alexandre Arcady poursuit ses études au lycée Bugeaud d'Alger. En 1961, vers la fin de la guerre d'Algérie, il s'exile avec sa famille en métropole, faisant partie des premiers arrivants de la Cité Balzac de Vitry-sur-Seine. Dans sa jeunesse, il milite au sein du mouvement de jeunesse Hachomer Hatzaïr. En 1966-1967, il part vivre en Israël dans un kibboutz près de la frontière libanaise.
De retour en France, en 1968, il est engagé dans la troupe du Théâtre de la Ville et participe à son ouverture. En parallèle, il tourne dans une série télévisée, La Cravache d'or. Repéré par le Club Med, il crée un département culturel appelé Le Forum, et met en scène plusieurs pièces de théâtre dans différents villages de vacances. À cette même période il obtient de Jean Genet les droits de sa pièce Haute surveillance, qu’il joue et met en scène au Théâtre Récamier, dirigé par le couple Madeleine Renaud-Jean-Louis Barrault.
En 1971, il crée avec la complicité de Lucien Clergue le Festival d’Arles[réf. nécessaire], et met en scène, lors de sa première édition, la pièce Salomon le magnifique.
En 1972, il devient directeur du Théâtre Jean-Vilar de Suresnes, et met en scène principalement Le Maître du tambour et Hôtel Baltimore qu’il reprendra avec succès au théâtre de l’Espace Cardin à Paris. Il rencontre le cinéaste René Vautier qui lui confie le rôle principal dans son film Avoir vingt ans dans les Aurès (Prix de la Critique au Festival de Cannes 1975), et partage l’affiche avec Philippe Léotard. Il revient à la mise en scène au Théâtre La Bruyère avec la pièce La Mouche qui tousse. En tant qu’acteur, il retrouve l’Espace Cardin dans la pièce d’Arthur Miller Incident à Vichy et parcourt l’hexagone avec la troupe des Tréteaux de France, dans le rôle-titre de Lorenzaccio d’Alfred de Musset et George Sand. Il interprète également le rôle de Maxime dans la pièce de Corneille Cinna. Il réalise l’adaptation télévisuelle de la pièce Hôtel Baltimore (avec notamment Suzanne Flon et Philippe Léotard qui ont rejoint la troupe), et enregistre une captation du Dom Juan de Molière. La mise en scène de théâtre lui a servi de tremplin pour appréhender la direction d’acteurs et le préparer à la réalisation de cinéma. Son premier film, il se devait de le consacrer à l’exode des rapatriés d’Algérie, à la suite de la promesse faite à sa mère sur le bateau de l’exil : Je te les rapporterai maman, quand elle a évoqué avec douleur avoir oublié les photos dans le buffet de la cuisine. Avec Jean Pélégri, il s’attelle à l’écriture de son premier scénario, noir et tragique.
En 1977, il crée avec Diane Kurys une société de production, Alexandre Films. Il coproduit le premier film de Diane Kurys Diabolo menthe (Prix Louis-Delluc), qui est un immense succès. Cela lui permet de rejoindre l’agence Artmédia. Après la lecture de son scénario, Gérard Lebovici lui donne un seul conseil « Fais de ton histoire une comédie à l’italienne ». C’est le déclic, il abandonne son projet pour adapter le roman de Daniel Saint-Hamont. En 1979, il réalise donc son premier long métrage, Le Coup de sirocco. Le film remporte un grand succès populaire, révèle en outre le jeune acteur Patrick Bruel et permet à Alexandre Arcady d'entamer une collaboration avec Roger Hanin.
En 1982, le réalisateur remporte l'un de ses plus grands succès commerciaux avec Le Grand Pardon, dont Roger Hanin incarne le rôle principal, aux côtés de  Richard Berry, Jean-Louis Trintignant, Robert Hossein, Anny Duperey, Bernard Giraudeau, Jean Benguigui, Gérard Darmon et Clio Goldsmith. Cette histoire est librement inspirée de la vie des frères Zemour. Dans ce film, de jeunes acteurs sont révélés, comme Jean Pierre Bacri qui interprète là son premier rôle au cinéma. Il faut remarquer la présence du jeune fils du réalisateur, qui deviendra le réalisateur Alexandre Aja. Le film sort le même jour qu'Espion, lève-toi d'Yves Boisset avec Lino Ventura. Le soir de sa sortie, Le Grand pardon est en tête des entrées. Lino Ventura vient féliciter son ami Roger Hanin. Le réalisateur voyant cette accolade fraternelle pense immédiatement à son prochain film, désireux de réunir ces deux géants du cinéma.
Le Grand carnaval naît en 1983 de cette image et relate l’histoire de deux demi-frères, en 1942, pendant le débarquement des Américains en Algérie. C’est finalement Philippe Noiret qui partage l’affiche avec Roger Hanin. Le tournage se déroule à Bizerte en Tunisie, là même où a été tourné Le Coup de Sirocco. Ce film est la plus importante production cinématographique de l’année en France et également le premier film français en dolby stéréo. Au générique du film, apparaît le nom de Luc Besson en tant que réalisateur de la deuxième équipe. Pour l’avant-première à Paris, la production a vu grand : des voitures d’époque traversent la ville pour conduire les invités chez Maxim’s, où Charly de Bab El Oued leur a préparé un couscous algérien.
Après ce film, Alexandre Mnouchkine propose au réalisateur d’adapter le roman Quick Change de Jay Cronley. Dans le roman l’action se passe à New York ; pour garder le caractère français du projet, Alexandre Arcady pense à trois villes possibles pour servir de décor : Genève, Montréal et Dakar. Il choisit Montréal pour être au plus près de l’ambiance new-yorkaise. En 1985, Hold-up voit le jour, avec Jean- Paul Belmondo entouré de Jacques Villeret, de Jean-Pierre Marielle, et de Kim Cattrall (plus tard dans Sex and the City).
En 1995, il sort le film Dis-moi oui qui romance l'histoire entre un pédiatre de 30 ans et une enfant de 12 ans.
Il a deux enfants avec Marie-Jo Jouan, journaliste à France 2 : une fille prénommée Lisa et un fils réalisateur (La colline a des yeux, Mirrors) connu sous le nom d'Alexandre Aja. Il a également eu avec Diane Kurys un fils, qui devient le jeune écrivain connu sous le nom de Sacha Sperling.
Le 23 février 2015, à l’occasion du 30e dîner du CRIF, Roger Cukierman lui remet le prix du Conseil représentatif des institutions juives de France (Crif) pour son film 24 jours. En outre, le film est projeté à l’Élysée en présence de François Hollande. 24 jours a été primé dans de nombreux festivals à travers le monde et récompensé au Festival du film de Jérusalem,,.
Après avoir réalisé deux documentaires, l'un sur la saga Darty (France 3), le second sur Alain Afflelou (France 3), ainsi qu’une carte blanche pour Arte, intitulée Sarah et les autres, il réalise son nouveau film Le Petit Blond de la Casbah, adapté de son livre autobiographique sur son enfance à Alger[réf. souhaitée].

## Filmographie
- 1979 : Le Coup de sirocco
- 1980 : Renaud-Barrault Mexico (documentaire)
- 1982 : Le Grand Pardon
- 1983 : Le Grand Carnaval
- 1985 : Hold-up
- 1986 : Dernier été à Tanger
- 1989 : L'Union sacrée
- 1991 : Pour Sacha
- 1992 : Le Grand Pardon 2
- 1995 : Dis-moi oui
- 1997 : K
- 1999 : Là-bas... mon pays
- 2002 : Entre chiens et loups
- 2004 : Mariage mixte
- 2008 : Tu peux garder un secret ?
- 2010 : Comme les cinq doigts de la main
- 2012 : Ce que le jour doit à la nuit[15].
- 2014 : 24 jours
- 2023 : Le Petit Blond de la Casbah

### Box-office
| Titres             | Années | Box-office France |
| ------------------ | ------ | ----------------- |
| Hold-up            | 1985   | 2 367 294 entrées |
| Le Grand Pardon    | 1982   | 2 182 198 entrées |
| Le Coup de sirocco | 1979   | 1 387 034 entrées |
| Le Grand carnaval  | 1983   | 1 271 311 entrées |
| L'Union sacrée     | 1989   | 1 219 603 entrées |

## Théâtre

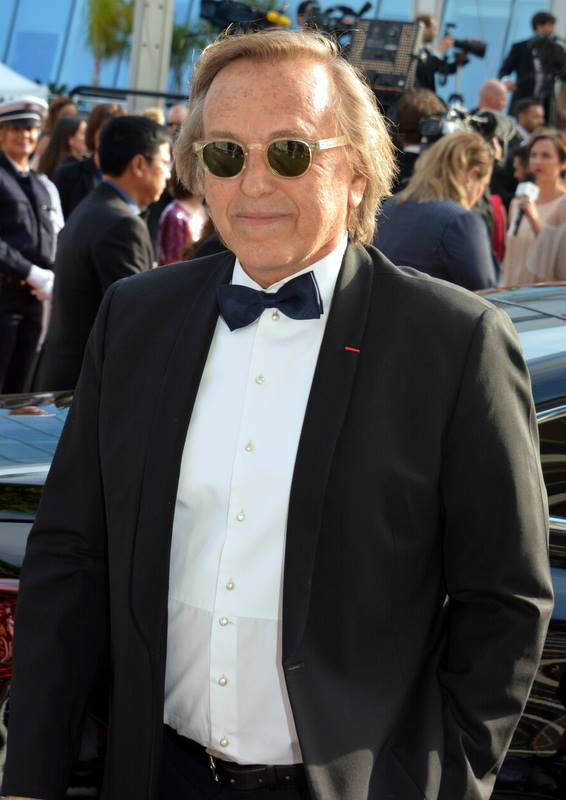
Alexandre Arcady au festival de Cannes 2016.

- 1970 : Haute surveillance de Jean Genet, mise en scène Arcady, Théâtre Récamier
- 1974 : Le Maître du tambour de Jean Pélégri, mise en scène Alexandre Arcady, Théâtre de Suresnes
- 1976 : La mouche qui tousse d'Étienne Rebaudengo, mise en scène Arcady, Théâtre La Bruyère
- 1976 : Lorenzaccio d'Alfred de Musset, mise en scène Pierre Vielhescaze, Tréteaux de France
- 1976 : Hotel Baltimore (en) de Lanford Wilson, mise en scène Arcady, Espace Pierre Cardin

## Publication
- 7 rue du lézard, Paris, Éditions Grasset et Fasquelle, 2016, 352 p.  (ISBN 978-2-246-85890-4).

## Distinction
- Chevalier de la Légion d'honneur (depuis le 14 juillet 2015[16])
- Chevalier de l'ordre national du Mérite
- Officier de l'ordre des Arts et des Lettres

## Source
- Alexandre Arcady, Le Petit Blond de la Casbah (autobiographie), Plon, 7 mai 2003.